# 7-Eleven
7-Eleven (sprich englisch Seven-Eleven) ist ein international tätiger US-amerikanischer Einzelhandelskonzern mit Sitz in Dallas (USA), dessen Inhaber die japanische Seven & I Holdings Co., Ltd. ist. 7-Eleven ist spezialisiert auf Convenience Stores und betreibt, gemessen an der Anzahl der Filialen, die weltweit größte Kette von Einzelhandelsgeschäften. Im Jahr 2024 waren dies ca. 85.000 Geschäfte in 19 verschiedenen Ländern.

## Name
Ursprünglich waren die Geschäfte von 7.00 bis 23.00 Uhr geöffnet, durch die Zeitangabe 7 am bis 11 pm (7–11) entstand die Unternehmensbezeichnung.
Nach der Einführung des aktuellen Logos durch 7-Eleven im Jahr 1968 wurde im Logo ein kleines 'n' verwendet, weil die erste Frau von John P. Thompson Sr., dem Präsidenten des Unternehmens in den 1960er Jahren, dachte, dass der Schriftzug nur in Großbuchstaben ein wenig aggressiv wirke. Sie schlug die Änderung vor, „um das Logo anmutiger aussehen zu lassen“.

## Geschichte und Aktivitäten

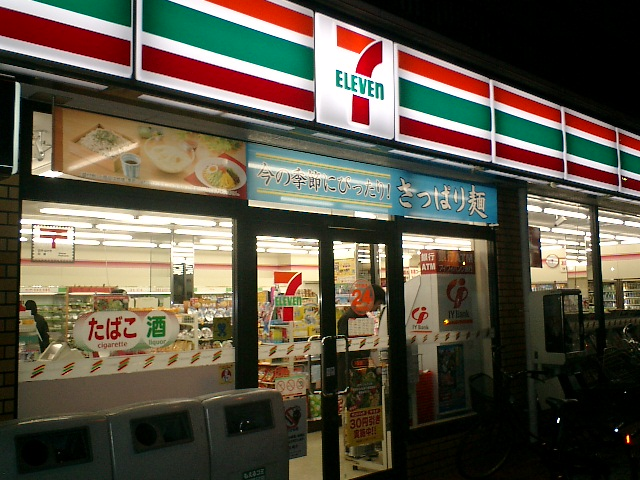
7-Eleven in Moriguchi 1-chome (Osaka, Japan)

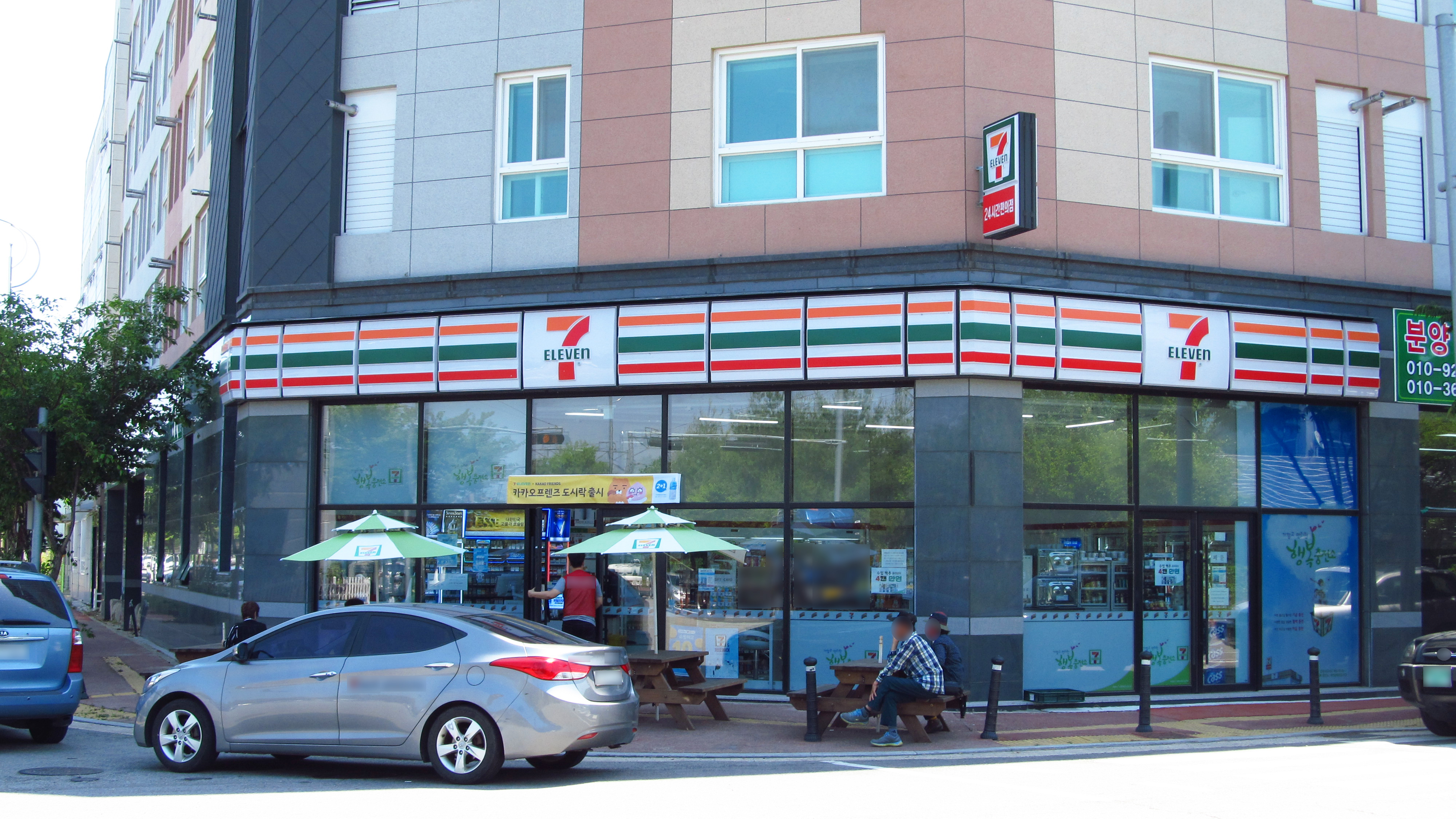
7-Eleven (Gwangju, Südkorea)

Das Unternehmen wurde 1927 in Oak Cliff, einem Vorort von Dallas (Texas), gegründet. Die Märkte hießen zunächst „Tote'm“, der Name 7-Eleven wird erst seit 1946 verwendet. Die größte Anzahl der 7-Eleven-Geschäfte findet sich in Japan, mit 21.402 Filialen  im Jahr  2022.
In den 1980er Jahren war das Unternehmen in finanzielle Schwierigkeiten geraten, und das japanische Einzelhandelsunternehmen Itō-Yōkadō (イトーヨーカ堂) erlangte die Kontrolle und Mehrheit an 7-Eleven. Das Unternehmen ist ein Tochterunternehmen der Seven & I Holdings.
Von den 85.000 Geschäften weltweit sind nur ein kleiner Teil Filialen des Konzerns, der Rest wird von selbstständigen Franchisenehmern betrieben. Hinsichtlich des globalen Umsatzes und der globalen Mitarbeiterzahl sind keine konsolidierten Zahlen bekannt. Die größten Tochtergesellschaften befinden sich in Japan und in den USA. 7-Eleven Japan hatte im Jahr 2022 ca. 5.700 Mitarbeiter bei 5.184 Billionen Yen Einzelhandelsumsatz (ca. 32 Milliarden Euro). 7-Eleven USA hatte im Jahr 2010 ca. 47.000 Mitarbeiter bei 16,7 Milliarden USD Einzelhandelsumsatz. Die Zahl der Mitarbeiter in den Franchise-Filialen ist nicht bekannt.
Zwar kündigte 2004 der norwegische Lizenznehmer Reitan Group an, bis 2006 einen 7-Eleven-Shop in Berlin zu eröffnen und das deutsche Netz dann zügig auf 100 Geschäfte auszubauen. Bislang wurde dieser Plan aber nicht umgesetzt, sodass 7-Eleven in Deutschland nicht präsent ist.
Die Filialen sind in der Regel als kleine, einfach gehaltene Geschäfte angelegt, die Dinge des alltäglichen Bedarfs anbieten und entsprechen damit konzeptionell einem Convenience Shop.
In den USA, Kanada, Australien sowie Norwegen wird an manchen 7-Eleven-Geschäften auch Kraftstoff verkauft (zum Beispiel Citgo und Shell). Der Werbeslogan in den USA lautet: Oh Thank Heaven for 7-Eleven (Dem Himmel sei Dank für 7-Eleven).
Am 4. August 2020 wurde bekannt, dass 7-Eleven alle 3.900 Speedway Convenience Stores von Marathon Petroleum für 21 Milliarden Dollar übernimmt. Damit erhöht sich die Gesamtzahl der Märkte in den USA und Kanada auf 14.000.
Ende 2020 gab es in Thailand 12.225 Geschäfte. 1988 wurde „CP All“ in Bangkok als exklusiver Franchisenehmer gegründet. Ein Jahr später eröffneten die ersten Geschäfte in Bangkok. 2020 betrug der Umsatz 12 Milliarden Baht (ca. 300 Mio. Euro). In Thailand sind die Geschäfte rund um die Uhr geöffnet. Eine weitere Besonderheit ist, dass viele Rechnungen, wie für Strom, Wasser und Telekomdienstleistungen in den Geschäften bezahlt werden können. Am 7. Mai 2020 unterzeichnete die „CP All Cambodia“ einen Franchisevertrag für Kambodscha. Im August 2021 wurde das erste Geschäft in Phnom Penh eröffnet. Im September 2023 eröffnete die Tochterfirma CP All Laos das erste Geschäft in Laos.
Im April 2023 wurde bekannt, dass 7-Eleven verstärkt nach Westeuropa, u. a. nach Deutschland, Österreich und in die Schweiz expandieren möchte. Weiter wurde im April 2024 bekannt, dass 7-Eleven einen Wiedereintritt im Vereinigten Königreich plane. 7-Eleven hatte früher schon einmal rund 50 Filialen in Großbritannien betrieben, diese aber 1997 verkauft.

## Standorte
Die Schwerpunkte der Aktivitäten mit insgesamt mehr als 57.300 Filialen liegen in Ostasien (≈ 45.500 Filialen) und Nordamerika (≈ 14.000 Filialen).
7-Eleven hat Filialen in folgenden Ländern:
- Australien
- Dänemark
- Hongkong
- Indonesien
- Japan
- Kanada
- Laos[13]
- Macau
- Malaysia
- Mexiko
- Norwegen
- Philippinen
- Schweden
- Singapur
- Südkorea
- Taiwan
- Thailand
- USA
- Vereinigte Arabische Emirate
- Vietnam
- Volksrepublik China

## Marketing

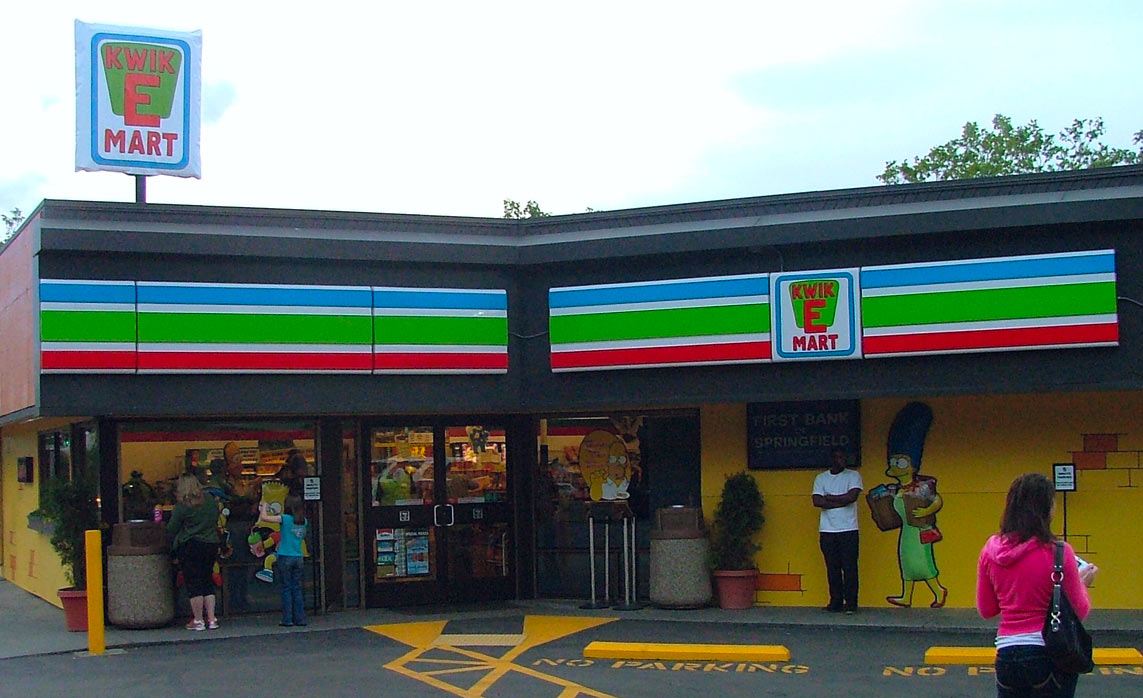
Eine der zum Kwik-E-Mart umgestalteten Filialen

Von 1981 bis 1991 war 7-Eleven Hauptsponsor des Radsportteams, das den Namen des Unternehmens trug. Nach dem Ausstieg von 7-Eleven wurde es zum Team Motorola.
Die Kette überraschte 2007 in Nordamerika mit einer ungewöhnlichen Werbeaktion: Alle nordamerikanischen Supermärkte verkauften Simpsons-Produkte wie „Buzz-Cola“. Zwölf Märkte wurden sogar in den aus der Simpsons-Serie bekannten „Kwik-E-Mart“ umbenannt.